# Igreja de San Juan (Dalcahue)
A Igreja de San Juan (castelhano: Iglesia de San Juan) é uma igreja católica localizada na localidade de San Juan, comuna de Dalcahue, no Chile. Forma parte do grupo de 16 igrejas de madeira de Chiloé qualificadas como Monumento Nacional do Chile e reconhecidas como Patrimônio da Humanidade pela Unesco.
Integra a diocese de Ancud e seu santo patrono é São João Batista.